# Jordan Elsass
Jordan Elsass, född 28 augusti 2001 i Arizona, är en amerikansk skådespelare.
Elsass har bland annat medverkat i TV-serierna Little Fires Everywhere från 2020, Panic från 2021 och Superman and Lois (2021–2022).

## Filmografi (i urval)
- 2020 – Little Fires Everywhere
- 2021 – Panic
- 2021–2022 – Superman and Lois